# Celle-Lévescault
Celle-Lévescault è un comune francese di 1 366 abitanti situato nel dipartimento della Vienne nella regione della Nuova Aquitania.

## Società

### Evoluzione demografica
Abitanti censiti